# 阿克木司地克·阿吉
阿克木司地克·阿吉（？—1996年3月22日）维吾尔族，新疆维吾尔自治区阿克苏地区新和县人，新疆维吾尔自治区新和县热斯特清真寺伊玛目。

## 生平
阿克木司地克·阿吉是新和县伊斯兰教协会常务委员、新和县热斯特清真寺的伊玛目。由于常年从事伊斯兰教宗教工作，所以他在当地穆斯林中享有很高的威望。
1995年，在一次对“东突”恐怖分子的审判中，阿克木司地克·阿吉不畏恐吓出庭作证，最终该恐怖分子被判处死刑，遭到枪决。此事发生不久，阿克木司地克·阿吉连续收到数封夹有子弹的恐吓信。这些恐吓信随即引起当地政府及公安机关的重视，公安机关决定为阿克木司地克·阿吉配贴身保镖，但被阿克木司地克·阿吉谢绝。
1995年10月6日，在位于新疆维吾尔自治区乌鲁木齐南郊天山支脉的南山牧场附近一座毡房内，东突厥斯坦真主党领导人艾拜都拉召集手下十多人开会。艾拜都拉在会上宣布，
我代表东突真主党法庭宣判，判处以下人员死刑——……新和县热斯特清真寺阿克木司地克·阿吉因帮助警察指控我们的人，致使我们的人被警察枪毙，他已经成为我们的敌人。
阿不都拉·卡斯木（新疆维吾尔自治区阿克苏地区新和县人）随即在会上提出，愿意去将亲戚阿克木司地克·阿吉拉到他们一边，加入他们的组织。
1995年11月2日，阿不都拉和玉素甫携带艾拜都拉交给他们的6万元人民币回到阿克苏，此后赴阿不都拉在沙雅县的家。1995年11月11日，阿不都拉和玉素甫抵达新和县的热斯特清真寺小巷的阿克木司地克·阿吉的家，但阿克木司地克·阿吉正在外出讲经。阿不都拉和玉素甫遂于11月20日又来到热斯特清真寺，见到了阿克木司地克·阿吉，并掏出大量现金，企图拉拢阿克木司地克·阿吉加入他们的组织，但被阿克木司地克·阿吉严词拒绝。按照东突厥斯坦真主党内部的规定，未完成任务者将被“东突”法庭执行死刑。由于任务没有完成，阿不都拉和玉素甫回到沙雅县后，未敢去见艾拜都拉，而是赴伊犁躲避。
1996年3月15日，阿不都拉的顶头上司牙生·阿不拉（库车县人，1995年9月参加艾拜都拉领导的“东突”恐怖组织，是该组织阿克苏地区新和片区的头目）在伊犁郊区阿不都拉的姘头家找到了阿不都拉和玉素甫，说服二人随其回乌鲁木齐向艾拜都拉请罪。3月16日，他们坐长途汽车赴乌鲁木齐。艾拜都拉原谅了他们，并对他们说，
你们都知道，1997年7月1日香港就要回归了，而英国人也不是那么好惹的，相信到时候他们双方就会因为香港的事情打起来，到时候我们正好可以借机把新疆独立出去。

那些跟着共产党跑的贱民，他们都是我们穆斯林的敌人，对付他们，我们就要像对付异教徒一样不能手软。最近，境外的朋友已经给我们制定了下一步行动计划，那就是：‘96要流血、97要大干、2000新疆要独立’。为了配合我们在境外的朋友，今年我们的任务就是搜集资金和彻底切断共产党跟那些贱民的联系。要想切断他们的联系，最好的办法就是把像阿克木司地克那样跟着共产党跑的叛徒全都杀掉。另外，对共产党在新疆的一些少数民族干部我们也不能放过，所以我们这次行动的代号就叫‘炸桥’，意思就是要炸掉共产党和贱民们之间的桥梁。只要共产党没有了这些桥梁，我们独立新疆的日子就不会远了。
牙生·阿不拉提出：“新和跟沙雅的‘桥’就让阿不都拉和玉素甫去炸，就算是艾拜都拉大哥您给他们一次改过自新将功赎罪的机会。”艾拜都拉乃将该任务交给了阿不都拉和玉素甫。
1996年3月18日，阿不都拉和玉素甫从艾拜都拉处领到手枪及一盒子弹。艾拜都拉还派克尤木·卡尔、买买提·卡尔同去，以监督阿不都拉和玉素甫完成任务。 
1996年3月22日凌晨，阿不都拉和玉素甫等人闯入正准备赴热斯特清真寺领导穆斯林做早礼拜的阿克木司地克·阿吉，当场枪杀了阿克木司地克·阿吉，其妻子阿依汗则被捆绑起来。

## 破案
当天接到报案后，新和县公安局当即将案情分别汇报给新疆维吾尔自治区公安厅、阿克苏地区公安局，同时开始侦察工作。1996年3月22日，警方在新疆哈密鄯善火车站逮捕了准备携带炸药上火车进行爆炸的东突厥斯坦真主党成员阿卜拉音·依明。根据阿卜拉音提供的线索，善鄯警方在1996年3月23日抓获了指使其进行爆炸活动的其上司牙生·阿不拉。 牙生·阿不拉交代了3月22日派阿不都拉和玉素甫枪杀阿克木司地克·阿吉的情况，并交代了窝藏二人的“东突”组织在阿克苏地区的主要窝主、阿克苏市个体饭馆老板木塔里甫的情况。警方随即逮捕了木塔里甫。
1996年4月7日晚，木塔里甫在审讯中交代了其窝藏并转移“2·10”案及“3·22”案主要犯罪嫌疑人的情况，此外还提供了“东突”恐怖组织在阿克苏地区的联络员以及窝藏和转移“3·22”案主犯的另一窝主艾海买提等的下落。4月8日凌晨，警方在阿克苏抓获了艾海买提等人，但后来警方根据其提供的线索，并未抓获已经转移的阿不都拉和玉素甫等人。
4月19日晚，警方接到线报。4月20日凌晨，沙雅县公安局副局长艾海提·马木提率十多名侦察员在沙雅县古尔巴克乡阿克里克村的窝主艾沙·亚合甫的父母家发现了阿不都拉·卡斯木、买买提·卡尔、艾沙·亚合甫，随后双方发生枪战，上述三人被当场击毙，古尔巴克乡派出所所长卡德尔·依明遭枪击受重伤。